# حصار تيريوشيراببالي
كان حصار تيريوشيراببالي (مارس 1743 - أغسطس 1743) جزءًا من سلسلة ممتدة من الصراعات بين نظام حيدر أباد وإمبراطورية المراثا للسيطرة على منطقة كارناتيك. في 29 أغسطس 1743، بعد حصار دام ستة أشهر، استسلم موراري راو، وأعطى نظام الملك السلطة لاحتكار تيريوشيراببالي. بحلول نهاية عام 1743، استعاد النظام السيطرة الكاملة على ديكان وهذا ما أوقف تدخل المراثا في المنطقة ووضع حدًا لهيمنتهم على الكارناتيك. قام النظام بحل النزاعات الداخلية بين النبلاء الإقليميين بالوراثة (نواب) على مقر حاكم ولاية أركوت (سوبيدار)، وراقب أنشطة شركة الهند الشرقية البريطانية وشركة الهند الشرقية الفرنسية من خلال تقييد وصولهم إلى الموانئ والتجارة.

## خلفية
في عام 1714، عيّن الإمبراطور المغولي فاروقشيار نظام الملك آصف جاه قمر الدين نائبًا للملك على ديكان. تألفت ديكان من ست محافظات: خانديش، بيجابور، بيرار، أورانجاباد، حيدر أباد، بيدار، ومنطقة كارناتيك كانت تدار جزئيًا من قبل حاكم بيجابور وحيدر أباد. في عام 1721، انتقل نائب الملك إلى رئاسة وزراء إمبراطورية المغول. دفعته خلافاته مع نبلاء البلاط إلى الاستقالة من جميع المسؤوليات الإمبراطورية في عام 1723 والتوجه إلى ديكان.
تحت تأثير معارضي نظام، أصدر الإمبراطور المغولي محمد شاه مرسومًا لمبارز خان حاكم حيدر أباد، يمنع فيه نظام من وضع مقاطعة ديكان تحت سيطرته. واجه نظام ومبارز خان بعضهما البعض في شاكر خيدا (وادي في منطقة بولدانا الحالية على بعد 80 كيلومترًا (50 ميلًا) من أورانجاباد، ما أدى إلى معركة شاكر خيدا. في 11 أكتوبر 1724، هُزم نظام وقتل مبارز خان، وأسس حكمًا ذاتيًا على منطقة ديكان. ظل نظام مخلصًا للإمبراطور المغولي، ولم يتخذ أي لقب إمبراطوري، واستمر في الاعتراف بسيادة المغول. احتفظ نظام بلقب (نظام الملك)، وكان يشار إليه باسم (أساف جاهي نظام)، أو بشكل أكثر شيوعًا نظام حيدر أباد. 
في عشرينيات القرن الثامن عشر، كانت منطقة كارناتيك في جنوب الهند عبارة عن هيمنة ذاتية للإمبراطورية المغولية تحت سيادة نظام حيدر أباد. في عام 1710، عين نظام محمد سادات الله خان من كارناتيك. توفي سادات الله في عام 1732، وخلفه ابن أخيه دوست علي خان. توفي أيضًا توكوجي بونسل، الذي كان حاكم مارثا لتريشينوبولي، في عام 1736. ترك ابنه إيكوجي الثاني خلفًا له هو وزوجته راني ميناكشي، التي كانت تقوم بدور الوصي على ابنها الصغير.
في عام 1740، قاد راغوجي بونسل جيش المراثا المكون من 50000 جندي في غزو منطقة كارناتيك. في معركة دامجري، بالقرب من أركوت، قُتل دوست علي. تفاوض ابنه وخليفته سافدار علي خان ووافقا على دفع جزية إلى المراثا، لكن تشاندا رفضت التفاوض مع راغوجي الأول بونسل، أو دفع الجزية، أو التنازل عن السيطرة على تيريوشيراببالي. 